# Gänsehaut (Band)
Gänsehaut ist eine deutsche Musikgruppe, die in den 1980er Jahren gegründet wurde.
Ihre Texte enthalten viel Sozialkritisches und verweisen auf Umweltprobleme. In dem Song Karl der Käfer wird indirekt auf das Thema Waldsterben eingegangen, das in den 1980er Jahren hochaktuell war. Im Gegensatz zu vielen anderen Bands der Neuen Deutschen Welle stand Gänsehaut mehr für den politisch orientierten Zeitgeist.

## Geschichte
Die Band entstand 1981 aus Mitgliedern der Kölner Gruppe Satin Whale, die sich kurz zuvor aufgelöst hatte. Zur Gruppe gehörten Wolfgang Hieronymi (* 8. Januar 1956; † Oktober 1986), Dieter Roesberg (* 21. April 1954) und Gerald Dellmann (* 8. August 1954), die alle drei Redakteure im Fachblatt Musikmagazin waren. Dellmann war bis Anfang Juni 2014 Geschäftsführer des von ihm gegründeten MM-Musik-Media-Verlags. Dieter Roesberg ist seit 1986 als leitender Chefredakteur und Herausgeber des Magazins Gitarre & Bass beim MM-Musik-Media-Verlag tätig.
Gänsehaut veröffentlichten 1983 den kritischen Umweltsong Karl der Käfer, der zum größten Hit der Gruppe avancierte. Allen nachfolgenden Veröffentlichungen blieb hingegen ein kommerzieller Erfolg verwehrt: Das Album Schmetterlinge gibt’s nicht mehr verzeichnete nur eine einmalige Notierung in den Charts, die Singles Schmetterlinge gibt’s nicht mehr und Johanna das Huhn konnten sich hingegen nicht einmal mehr in der Hitparade platzieren. Johanna das Huhn wurde 2009 von der Gruppe De Höhner neu aufgenommen und avancierte zu einem Erkennungslied des NABU.
Das Folgealbum Augenblicke konnte sich ebenfalls nicht durchsetzen. Bevor die Gruppe gegen Ende 1984 von der Bildfläche verschwand, veröffentlichte sie in jenem Jahr noch zwei Singles aus diesem Album. Eine davon, Autos, wurde zumindest zu einem Radio-Hit. Die Band wurde aber nie offiziell aufgelöst.
Im Studio wurde die Band durch Musiker wie Jürgen Fritz (von der Band Triumvirat), Curt Cress, Dieter Petereit (von der Band Passport) und Günter Gebauer unterstützt. Bei Live-Auftritten spielte Christian Blüm, der später Drummer der Band Brings wurde, Schlagzeug.
Im Jahr 2022 reaktivierte Gerald Dellmann die Band und holte als neues Bandmitglied den Kölner Musikproduzenten Nikolai Kaeßmann dazu. Die Band macht nun als Duo mit wechselnden Gesangstimmen weiter. Am 30. September 2022 wurde die erste neue Single Die letzte Oase auf dem eigens gegründeten Label Gänsehaut Musik bei vielen bekannten Streaming-Diensten veröffentlicht. Den Song singt der aus Schneverdingen stammende Freddy Ovens. Ein zugehöriges Musikvideo erschien gleichzeitig auf YouTube.

## Diskografie

### Alben
- 1983: Schmetterlinge gibt’s nicht mehr
- 1983: Karl der Käfer
- 1984: Augenblicke

### Singles
- 1983: Karl der Käfer
- 1983: Schmetterlinge gibt’s nicht mehr
- 1983: Johanna das Huhn
- 1984: Autos
- 1984: Feder im Wind
- 2022: Die letzte Oase (feat. Freddy Ovens)